# Rejon korsuński
Rejon korsuński – jednostka administracyjna wchodząca w skład obwodu czerkaskiego Ukrainy.
Rejon utworzony w 1923, ma powierzchnię 896 km² i liczy około 41 tysięcy mieszkańców. Siedzibą władz rejonu jest Korsuń Szewczenkowski.
Na terenie rejonu znajdują się 1 miejska rada, 1 osiedlowa rada i 23 silskie rady, obejmujące w sumie 47 wsi i 5 osad.

## Miejscowości rejonu
- (Берлютине)
- Browachy (Бровахи)
- (Буда-Бровахівська)
- Czerepyn[2]  (Черепин)
- (Червоне)
- (Дацьки)
- Derenkowiec (Деренковець)
- (Драбівка)
- (Гарбузин)
- Hluszki (Глушки)
- (Гута-Селицька)
- Huta-Stebliwska (Гута-Стеблівська)
- (Хильки)
- (Хлерівка)
- Jabłonówka[3] (Яблунівка)
- Karaszyn (Карашина)
- (Квітки)
- (Кичинці)
- (Кірове)
- Komarówka (Комарівка)
- Korniłówka[4][5]  (Корнилівка)
- Korsuń Szewczenkowski (Корсунь-Шевченківський)
- Koszmaków[6] (Кошмак)
- (Листвина)
- Mikołajówka[7] (Миколаївка)
- Miropol[8] (Миропілля)
- (Мірошниківка)
- Moryńce[9][10]   (Моринці)
- (Набутів)
- (Нетеребка)
- (Нехворощ)
- (Нова Буда)
- Olchowczyk[11] (Вільхівчик)
- (Паськів)
- (Переможинці)
- (Петрушки)
- (Пішки)
- (Прутильці)
- (Саморідня)
- Sachnówka (Сахнівка)
- (Сахнівське)
- (Селище)
- (Сидорівка)
- Sytniki[12] (Ситники)
- (Склименці)
- Skrzypczyńce[13] (ukr. Скрипчинці)
- (Сотники)
- Steblów (Стеблів)
- (Сухини)
- Szenderówka[14] (Шендерівка)
- Taraszcza[15] (Тараща)
- (Виграїв)
- Zawadówka (Завадівка)
- (Заріччя)[16]
- (Зелена Діброва)